# Adriatiska veneter
För andra betydelser, se Veneter.

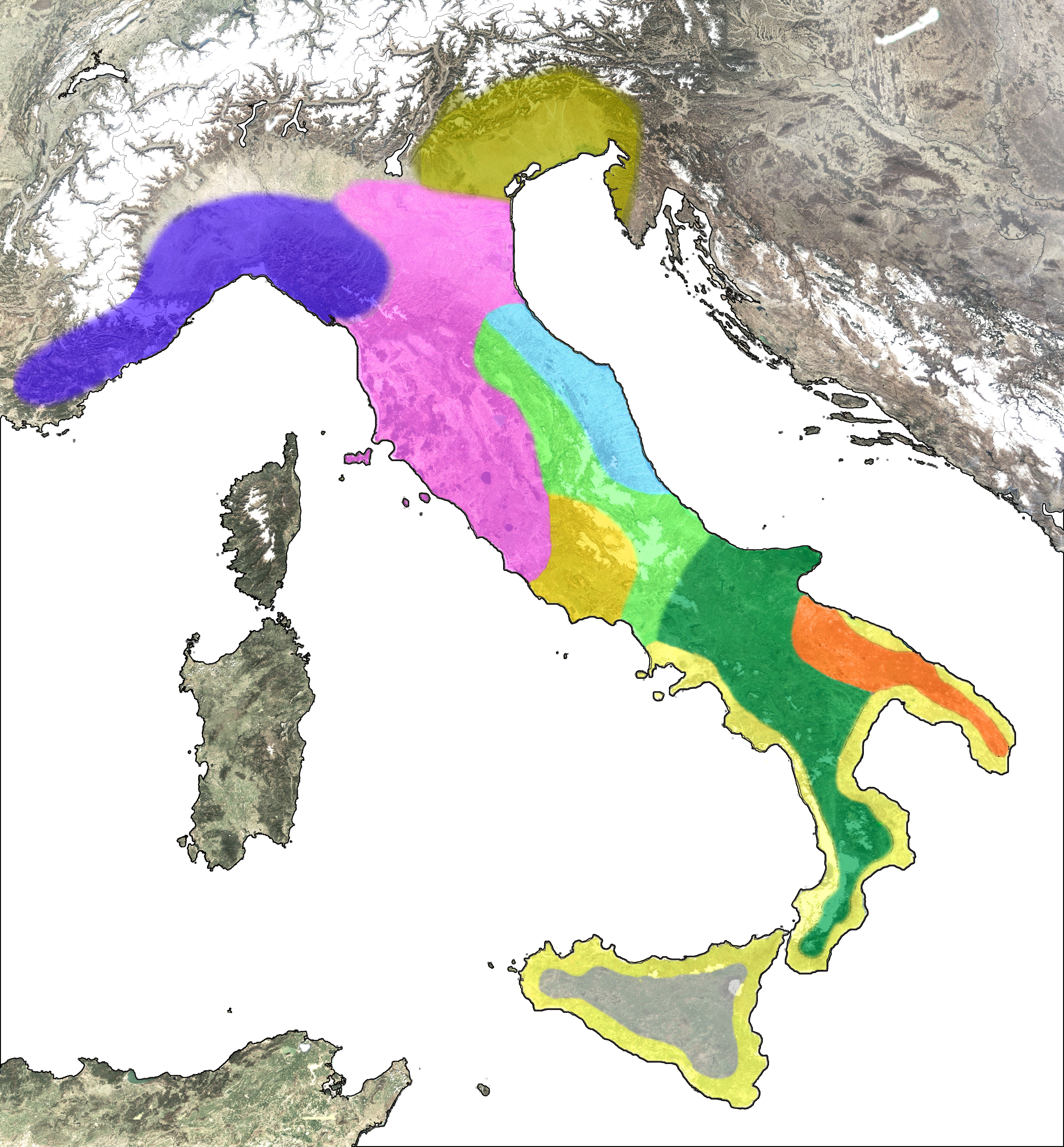
De viktigaste folkslagen i Italien 800 f.Kr.:
ligurer, veneter, etrusker, picener, umbrer, latiner, osker, messapier och greker.

Adriatiska veneter var ett indoeuropeiskt folk i nordöstra Italien och med venetiska som språk. Omfattningen av deras territorium innan det Romerska riket är osäker men var ungefär den moderna regionen Veneto i det något större landskapet Venetien. Staden Venedigs namn hör ihop med namnen på folket och på dessa regioner. En teori om deras ursprung är att de är besläktade med illyrerna. De är dock inte relaterade till ett västkeltiskt folk veneter som levde vid kusten i Bretagne.